# Mušovića Rijeka
Mušovića Rijeka este un sat din comuna Kolašin, Muntenegru. Conform datelor de la recensământul din 2003, localitatea are 40 de locuitori (la recensământul din 1991 erau 35 de locuitori).

## Demografie
În satul Mušovića Rijeka locuiesc 30 de persoane adulte, iar vârsta medie a populației este de 40,3 de ani (34,9 la bărbați și 45,3 la femei). În localitate sunt 12 gospodării, iar numărul mediu de membri în gospodărie este de 3,33.
|  |

| Demografie | Demografie | Demografie |
| An         | Locuitori  | Locuitori  |
| ---------- | ---------- | ---------- |
|            |            |            |
|            |            |            |
|            |            |            |
|            |            |            |
| 1948       | 65         |            |
| 1953       | 141        |            |
| 1961       | 105        |            |
| 1971       | 78         |            |
| 1981       | 63         |            |
| 1991       | 35         | 35         |
| 2003       | 40         | 40         |

| \| Componența etnică conform recensământului din 2003[2] \| Componența etnică conform recensământului din 2003[2] \| Componența etnică conform recensământului din 2003[2] \| Componența etnică conform recensământului din 2003[2] \| Componența etnică conform recensământului din 2003[2] \| \| ----------------------------------------------------- \| ----------------------------------------------------- \| ----------------------------------------------------- \| ----------------------------------------------------- \| ----------------------------------------------------- \| \| \| \| \| \| \| \| Muntenegreni \| Muntenegreni \| \| 36 \| 90% \| \| Sârbi \| Sârbi \| \| 4 \| 10% \| \| necunoscută \| necunoscută \| \| 0 \| 0% \| |              |  |    |     |
| Componența etnică conform recensământului din 2003 |              |  |    |     |
| |              |  |    |     |
| Muntenegreni | Muntenegreni |  | 36 | 90% |
| Sârbi | Sârbi        |  | 4  | 10% |
| necunoscută | necunoscută  |  | 0  | 0%  |